# Alfons VIII de Castella
Alfons VIII de Castella, anomenat el Noble (Sòria, 1155 - Gutierre-Muñoz, 1214) fou rei de Castella (1158-1214). Va fundar la primera universitat del regne a Palència, l'orde religiós militar de Sant Jaume i l'Orde dels Hospitalers de Burgos. Va accedir al tron el 1158, a la mort del seu pare el rei Sanç III, quan tenia tan sols tres anys. Aquest fou un motiu de conflicte entre els partits nobiliaris que es disputaven el poder: les famílies Lara i Castro, que pretenien la seva tutela i la regència. Alhora el seu oncle, el rei de Lleó Ferran II, també va reclamar la corona, cosa que gairebé va provocar una guerra civil.
Un gentilhome va treure al petit infant del palau reial, posant-lo sota la custòdia de les viles lleials del nord de Castella, San Esteban de Gormaz, a Sòria, i Àvila. Ja adolescent, va haver de lluitar per la conquesta del seu regne.
Va ser el principal rellançador de la Reconquesta amb la resta de sobirans hispànics (castellans, navarresos i aragonesos). El 1179 signa amb el rei d'Aragó Alfons el Cast el Tractat de Cazola, que delimitarà les zones d'expansió del regnes de Castella i d'Aragó, que aniran conquistant les terres ocupades pels almohades. El mateix any va signar un acord de pau amb Sanç VI de Navarra amb la mediació d'Enric II d'Anglaterra per mitjà del qual Navarra va cedir La Rioja definitivament al Regne de Castella.
El 1191 es va produir un armistici entre califa almohade Abu-Yússuf Yaqub al-Mansur i els reis cristians de Castella i Lleó. En acabar la treva, i havent rebut la notícia que Yaqub estava greument malalt a Marràqueix i que el seu germà Abu Yahya, governador d'Al-Andalus, havia travessat el Mediterrani per proclamar-se rei i fer-se càrrec de Marràqueix, Alfons VIII de Castella va decidir per atacar la regió de Sevilla el 1194. Una forta host de l'arquebisbe de Toledo Martín López de Pisuerga, que incloïa l'Orde de Calatrava, va saquejar la província. Després d'haver aixafat amb èxit les ambicions del seu germà, Yaqub al-Mansur no es va quedar amb més remei que dirigir una expedició contra els cristians, que ara estaven amenaçant la província del nord del seu imperi. Com a conseqüència de la victòria a la batalla d'Alarcos de 1195, els almohades es van ensenyorir de les terres llavors controlades per l'Orde de Calatrava i van arribar a assetjar Toledo, on es van refugiar els combatents cristians que havien sobreviscut a la batalla, però la victòria a la batalla de Las Navas de Tolosa sobre Muhàmmad an-Nàssir en 1212 va revertir la situació i posar la frontera del regne de Castella a Sierra Morena, sent repoblat el territori per les ordes militars.
Alfons VIII va ser el fundador de la primera universitat espanyola, el studium generale de Palència, que va decaure després de la seva defunció. A la seva mort el 1214 el succeí el seu fill petit Enric I de Castella, que tenia tan sols deu anys.

## Família
Era fill de Sanç III de Castella i Blanca Garcés de Navarra. Es va prometre el 1170, per casar-se el 21 de setembre de 1177 a la catedral de Burgos amb Elionor d'Anglaterra, filla d'Enric II d'Anglaterra i Elionor d'Aquitània. D'aquest matrimoni en nasqueren 11 fills: 
- la infanta Berenguera de Castella (1180-1246), reina de Castella (1180-1246), casada el 1197 amb Alfons IX de Lleó
- l'infant Sanç de Castella (1181)
- la infanta Sança de Castella (1182-1184)
- la infanta Urraca de Castella (1186-1220), casada el 1206 amb Alfons II de Portugal
- la infanta Blanca de Castella (1188-1252), casada el 1200 amb Lluís VIII de França
- l'infant Ferran de Castella (1189-1211)
- la infanta Mafalda de Castella (1191-1204)
- l'infant Enric de Castella (1192)
- la infanta Constança de Castella (1195-1243), abadessa del monestir cistercenc de Las Huelgas, fundat pel seu pare
- la infanta Elionor d'Anglaterra (1202-1244), casada el 1221 amb Jaume I el Conqueridor
- l'infant Enric I de Castella (1204-1217), rei de Castella